# Catedral da Imaculada Conceição de Uagadugu

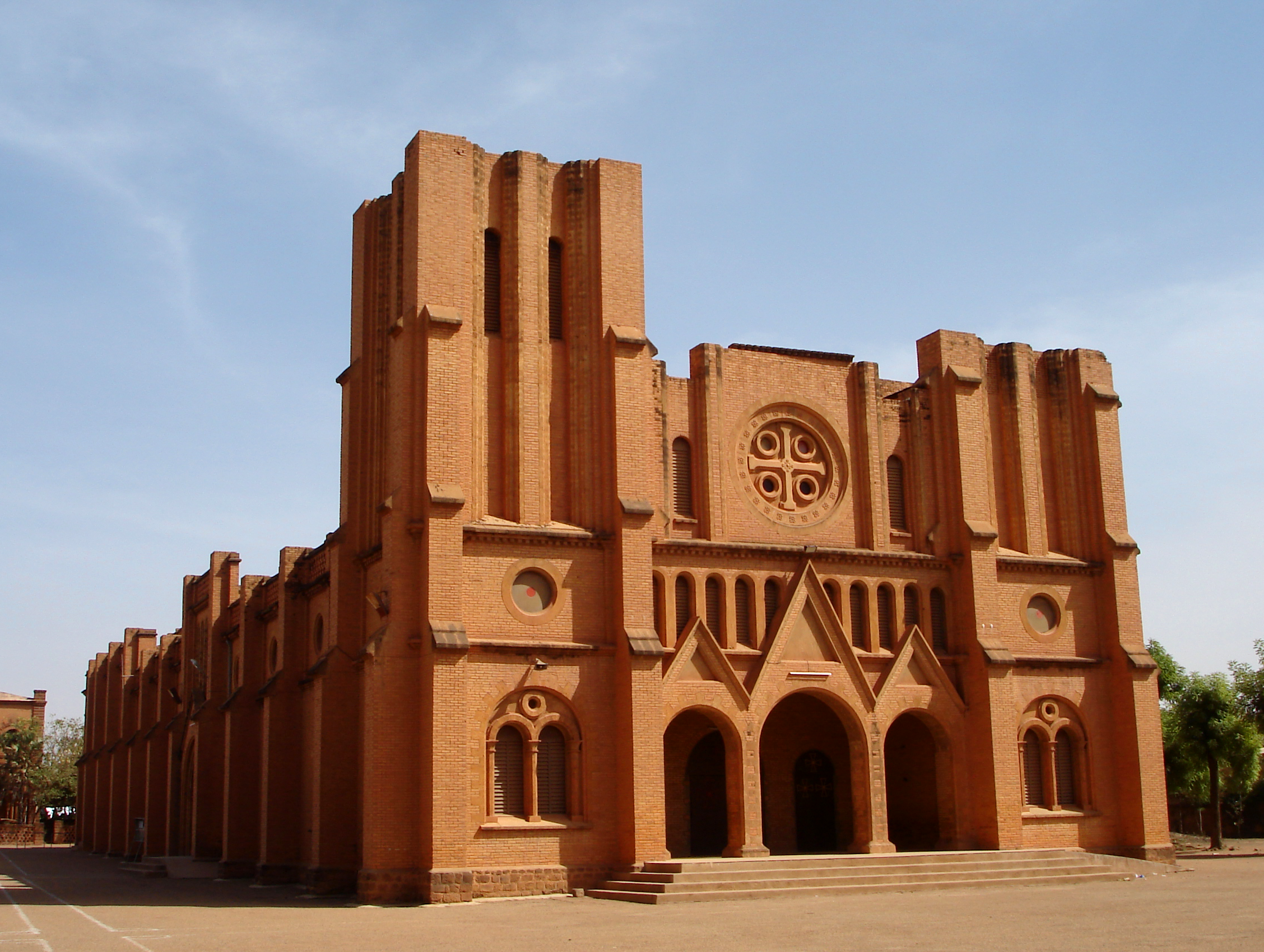
Catedral da Imaculada Conceição de Uagadugu

A Catedral de Uagadugu é a catedral da arquidiocese católica romana de Uagadugu, em Uagadugu, capital do Burquina Fasso, de seu nome Nossa Senhora da Imaculada Conceição. Foi construída nos anos 30 do século XX e é uma das maiores catedrais da África Ocidental.
O material de construção utilizado foi o tijolo de barro, tradicional na região. A arquitetura tem remanescências de uma basílica românica europeia, dando no entanto intencionalmente a impressão de estar incompleta.